# Nørholm Hede og Skov
Nørholm Hede er et næsten 1000 hektar stort  hedeområde  ved sydsiden af Varde Å lige nordøst for Sig i Varde Kommune. Her er en mosaik af mange naturtyper, hvor man oplever både tørre og våde hedeområder, indlandsklitter  samt skov.
Nørholm Hede blev  fredet allerede i 1913 og dele af den tilgrænsende naturskov er siden hen også er blevet fredet og står urørt.

## Landskabet
Nørholm Hede og Skov ligger på sydskrænten af Ølgod Bakkeø vest for istidsrandlinjen i et stærkt kuperet terræn, der gennemskæres af Gl. Varde Å. Åen har været mere vandførende end nu, da Ansager Kanal i 1945 blev bygget for at lede vandet fra Varde Å til Karlsgårdeværket ved Karlsgårde Sø. Ved den lejlighed mistede Varde Å 90 % af sin vandføring på strækningen gennem bl.a. Nørholm Hede.
I skoven er der bl.a. bøgeskov på en næringsrig muldbund og 300-årige gammel stilkegeskov samt områder med elle- og askeskove.
Nørholm Hede er en meget stor og varieret hede. Størsteparten er domineret af revling-og lynghede , men der findes også partier med græsdomineret hede og fugtige partier med klokkelynghede.
I skrænterne i Nørholm Skov udspringer flere kilder, der har afløb i ådalen.
I ådalen langs nord- og vestsiden af Nørholm Hede er der udviklet hængesæk i gamle åslynger fra Gl. Varde Å.
Helt specielt for Nørholm Hede har man detaljeret fulgt udviklingen (successionen) af en urørt hede i 100 år for at se, hvordan plantesamfundet ændrer sig fra lynghede mod revlinghede, græshede og til sidst skov.

## Fredningen
I  1913 ønskede den daværende ejer af Nørholm Gods, frk. I.K. Rosenørn Teilmann, ønskede den 350 ha store hede fredet. Hun ville bevare heden for eftertiden i den tilstand hun havde kendt og elsket fra den tidligste barndom.
I 1890 ophørte græsningen stort set på Nørholm Hede og siden har heden ligget urørt hen. På Nørholm Hede er successionen fra lynghede mod revlinghede, græshede og mod skov forløbet frit i ca. 100 år i et forsøg som følges af institutionen Skov & Landskab. Undersøgelserne af floraen viser, at successionen går fra hede, domineret af hedelyng, til hede, domineret af enten revling, blåtop eller bølget bunke. Undersøgelser af træindvandringen viser bl.a., at tilgroningen foregår eksponentielt med en fordoblingstid i antallet af træer på ca. 10 år.
Undersøgelserne af Nørholm Hede er sandsynligvis verdens længste studier af hedeudvikling.
Fredningen i 1993 af Nørholm Skov har betydet at dele af skoven nu henligger helt uden drift. Der blev i 2003 åbnet en offentlig natursti gennem skoven.
Området er den centrale del af Natura 2000-område nr. 88 Nørholm Hede, Nørholm Skov og Varde Å øst for Varde.

## Eksterne kilder og henvisninger
1. 1 2 3  Om fredningen på fredninger.dk
2. ↑  Naturplanen Arkiveret 21. februar 2021 hos  Wayback Machine på Miljøstyrelsens websted

|  | Denne artikel om lokaliteten Nørholm Hede og Skov kan blive bedre, hvis der indsættes et (bedre) billede. Du kan hjælpe ved at afsøge Wikimedia Commons for et passende billede eller lægge et op på Wikimedia Commons med en af de tilladte licenser og indsætte det i artiklen. |

55°40′46.48″N 8°36′13.51″Ø / 55.6795778°N 8.6037528°Ø